# دوسان کورپریشن
دوسان کورپوریشن (به کره‌ای: 주식회사 두산) شرکت هلدینگ کره‌ای است، که خود شرکت تابعه‌ای از گروه دوسان به‌شمار می‌آید و شرکت‌های زیرمجموعه آن، در حوزه‌های تولید مواد غذایی، تجهیزات الکترونیک، تجارت کالا و ارائه خدمات فناوری اطلاعات فعالیت می‌کنند.
شرکت دوسان در سال ۱۹۳۳ توسط پارک سئونگ-جیک راه‌اندازی شد. دفتر مرکزی این شرکت در شهر سئول، کره جنوبی قرار دارد و بخشی از سهام آن در بازار بورس کره معامله می‌شود.